# Villeneuve-sous-Pymont
Villeneuve-sous-Pymont è un comune francese di 294 abitanti situato nel dipartimento del Giura nella regione della Borgogna-Franca Contea.

## Società

### Evoluzione demografica
Abitanti censiti